# مانون الربيع (فلم 1986)
مانون الربيع (بالفرنسية: Manon des Sources) فيلم دراما فرنسي لعام 1986، من نوع أفلام الفترة (فيلم يعرض فترة تاريخية) من إخراج كلود بيري، وهو ثاني فيلمين مقتبسين من رواية من مجلدين صدرت عام 1966 لمارسيل بانيول. كتب كلود بيري الفيلم بناءً على فيلمه السابق «جان دي فلوريت»
احتل «جان دي فلوريت» و«مانون الربيع» المرتبة رقم 60 في مجلة إمباير «أفضل 100 فيلم في السينما العالمية» في عام 2010.

## طاقم التمثيل
- إيمانويل بيارت: في دور مانون.
- إيف مونتان: في دور سيزار سوبيران / البابيت.
- دانيال أوتويل: في دور أوغولين.
- هيبوليت جيراردوت: في دور برنارد أوليفر.
- مارجريتا لوزانو: في دور بابتيستين.
- إيفون جامي: في دور دلفين.
- غابرييل باكير وإيف برينر: في أدوار مغنيين في حفل الزفاف.[10]

## ملخص أحداث الفيلم
تعيش الشابة مانون في ريف بروفانس بالقرب من مزرعة اسرة الرومارين، وهي وحيدة بعد وفاة والدها جان دي فلوريت، وعودة والدتها إلى حياة الغناء الأوبرالي. تكبر الابنة مانون وتصبح راعية خراف وحيدة وجميلة. يوجولين عازب ثري يبلغ من العمر ثلاثين عامًا يزرع القرنفل، جده سيزار صوبيران يضغط عليه للزواج ليحمل اسم عائلته لأنه آخر رجال العائلة على قيد الحياة. يتجول يوجولين في الجبال، ويشاهد الشابة مانون تستحم عارية، ويبدأ الاهتمام بها. يحاول يوجولين الاقتراب منها، ولكن مانون تشعر بالاشمئزاز من ذكرى تورطه في انهيار والدها. يصبح يوجولين مهووسًا بمانون، ويبلغ ذروته في خياطة شريط من شعرها على صدره، في الوقت نفسه، تصبح مانون مهتمة ببرنارد، وهو مدرس وسيم ومتعلم وصل مؤخرًا إلى القرية. عانت مانون من فقدان والدها الذي مات من ضربة في الرأس أثناء استخدام المتفجرات في محاولة للعثور على مصدر للمياه، ثم اشترى سيزار ويوجولين المزرعة بثمن بخس. شهدت مانون هذا عندما كانت طفلة. استفاد الرجلان مباشرة من وفاته. تخطط مانون للانتقام من يوجولين وسيزار ويأس البلدة بأكملها.

## استقبال الفيلم
حقق الفيلم نجاحًا محليًا ودوليًا، حيث حقق مبيعات أمريكية تقارب 4 ملايين دولار.
كتب روجر إيبرت: «هناك شيء يمكن قوله لقصة طويلة تتكشف بعدالة لا هوادة فيها. في الأفلام الحديثة، اعتدنا على القصص التي تنفجر إلى عشرات الأعمال الصغيرة الخافتة، وكلها غير مرتبطة ببعضها البعض. السيارات تتدفق في الهواء، والضحايا ممتلئون بثقوب الطلقات النارية، وفي نهاية كل ذلك، ما الذي تبقى لنا؟»، منح إيبرت الفيلم 4 نجوم من أصل 4 نجوم.
كتب موقع «موفي سكرين سين the movie screen scene» في 9 أغسطس 2018: «يظهر الفيلم ان الجنس البشري هو جزء من عائلة واحدة كبيرة، وعندما تروج للمصالح الضيقة لعائلتك على حساب سعادة أو حياة الغرباء، قد تكتشف أنك تضرب نفس النوع».
منح موقع الطماطم الفاسدة الفيلم تقييم مقداره 78% بناء على آراء 27 ناقد فني.

## الجوائز
جائزة سيزار 1987: فاز بجائزة أفضل ممثل (دانيال أوتويل).
جائزة سيزار 1987: فاز بجائزة أفضل ممثلة في دور مساعد (ايمانويل بيارت).
المجلس الوطني للمراجعة 1987: فاز بجائزة أفضل فيلم بلغة أجنبية.

## وصلات خارجية
https://www.rottentomatoes.com/m/manon_of_the_spring مانون الربيع (فلم 1986)
https://www.imdb.com/title/tt0091480/ مانون الربيع (فلم 1986)
https://www.allmovie.com/movie/v31339 مانون الربيع (فلم 1986)
https://www.rogerebert.com/reviews/manon-of-the-spring-1987 مانون الربيع (فلم 1986)